# محل (قصر)
محل وتعني قصر أو بيت كبير في الأردية والهندية، على الرغم من أنها قد تشير أيضًا إلى أماكن معيشة لمجموعة من الأشخاص في العربية والفارسية. الكلمة الهندية محل مشتقة من الكلمة الفارسية محل، المشتقة من الكلمة العربية محل وأصلها من حلَّ بمعنى "مكان توقف، مسكن". لذلك فإن المسكن يُشار إليه باسم "محل النزل". اُعتُمد مصطلح "محل" للإشارة إلى مكان ما في اللغة الهندية أيضًا على سبيل المثال بنش محل [الإنجليزية] ووجنجل محل [الإنجليزية].  تطورت الكلمة لتشمل القصر، كنفيض من كلمة "جهوبرى" أو "المنزل المتهالك" باعتبارها مصطلحًا جديدًا.
قام الحكام المسلمون ببناء العديد من المحلات في الهند، وتبعهم الحكام الهندوس في الهند.

## المحلات البارزة
- تاج محل
- عينا محل
- هاوا محل
- هندول محل [الإنجليزية]
- جهانجير محل [الإنجليزية]
- جهانجيري محل [الإنجليزية] سمي على اسم السلطان جهانجير
- جهاز محل [الإنجليزية]
- جال محل [الإنجليزية]
- لال محل [الإنجليزية]
- ليثي محل [الإنجليزية]
- نور محل [الإنجليزية]
- بنش محل [الإنجليزية]
- باري محل [الإنجليزية]
- براغ محل [الإنجليزية]
- شاه جهاني محل [الإنجليزية] جزء من قلعة أجرا التي سميت على اسم الإمبراطور شاه جاهان
- شيش محل [الإنجليزية] قصر يستخدمه أفراد عائلة سلاطين المغول
- ثيرملي نيقار محل [الإنجليزية]
- ظفر محل [الإنجليزية]